# Flaid
Flaid war eine belgische Automarke.

## Unternehmensgeschichte
Das Unternehmen Fabrication Liégeoise Automobile Isidore Depireux hatte seinen Sitz in Lüttich. Jean Dewandre war der Ideengeber für ein Automobil, dass ab 1919 hergestellt wurde. Ein Exportmarkt war England. 1920 hatte das Unternehmen einen Stand auf dem Automobilsalon von White City reserviert und nahm an der Olympia Motor Show in London teil. 1920 endete die Produktion.

## Fahrzeuge
Das einzige Modell 6/8 CV hatte einen Vierzylindermotor mit 1095 cm³ Hubraum. Der Motor war vorne im Fahrgestell montiert und trieb über ein Dreiganggetriebe die Hinterachse an.